# Calvaire de Scey-sur-Saône-et-Saint-Albin
Le calvaire de Scey-sur-Saône-et-Saint-Albin est un calvaire situé à Scey-sur-Saône-et-Saint-Albin, en France.

## Localisation
Le calvaire est situé sur la commune de Scey-sur-Saône-et-Saint-Albin, dans le département français de la Haute-Saône.

## Historique
L'édifice est inscrit au titre des monuments historiques en 2009.